# Вагенар, Бернард
Бернард Вагенар (нидерл. Bernard Wagenaar; 18 июля 1894, Арнем — 19 мая 1971, Нью-Йорк) — американский композитор и музыкальный педагог нидерландского происхождения. Сын и ученик Йохана Вагенара.

## Биография
Учился в Утрехтском университете. С 1920 г. жил в Нью-Йорке. Автор камерной оперы «Части восьмёрки» (англ. Pieces of Eight; 1944), четырёх симфоний, скрипичного концерта, концерта для флейты, арфы и виолончели с оркестром, трёх струнных квартетов, сонаты для скрипки и фортепиано и других камерных и вокальных сочинений (в том числе на стихи Эдны Сент-Винсент Миллей). В 1925—1968 гг. преподавал композицию в Джульярдской школе, где среди его учеников были, в частности, Нед Рорем, Уильям Шуман, Бернард Херман, Алекс Норт и другие. В 1927 году Вагенар получил гражданство США.
Вспоминая Вагенара, его ученик Джеймс Кон говорит о его близкой дружбе с Артуро Тосканини и характеризует музыку Вагенара как «французский романтизм под немецким углом зрения», уподобляя её творчеству Эрнеста Шоссона.